# Fiscal Kombat
Fiscal Kombat est une série de jeux vidéo engagés de type beat them all, développée par le Discord insoumis, un groupe de bénévoles proches de La France insoumise. Son premier jeu sort en 2017 sur Internet, à l'occasion de l'élection présidentielle française. Il met en vedette Jean-Luc Mélenchon et fait le buzz dès sa sortie.
Pour les élections européennes, le Discord insoumis sort le 19 mai 2019 un second opus, intitulé Fiscal Kombat: European Edition, avec Manon Aubry comme héroïne.

## Jeux

### Fiscal Kombat
Fiscal Kombat sort le 7 avril 2017 sur Internet. Il est développé par Khalid « BobySait » Ouarga et TanPhi du Discord insoumis.
Sa sortie est très médiatisée, ce qui lui vaut d'être testé par de nombreux médias. Son gameplay est généralement considéré comme amusant malgré sa simplicité et sa répétitivité. Sa dimension idéologique interroge certains, qui dénoncent une récupération, le jeu prenant ostensiblement parti pour Jean-Luc Mélenchon, ou un certain flou politique dans la définition des cibles.
Fiscal Kombat s'inscrit dans la campagne électorale de Jean-Luc Mélenchon, qui utilise les nouvelles technologies, sa chaîne YouTube, les meetings en « hologramme », etc., même s'il a été développé indépendamment de l'équipe de campagne de La France insoumise.

#### Scénario
Jean-Luc Mélenchon secoue les « oligarques » un à un, de Jérôme Cahuzac à Christine Lagarde en passant par Nicolas Sarkozy, Emmanuel Macron, Pierre Gattaz, Patrick Balkany, Liliane Bettencourt, ou encore François Fillon pour qu'ils « rendent l'argent ». Le directeur de campagne de Jean-Luc Mélenchon, Manuel Bompard, qui a supervisé le développement, résume le principe du jeu : « Vous incarnerez notre candidat, vous organiserez le partage des richesses en récupérant l'argent de ceux qui l'ont confisqué ».
L'objectif initial est que l'ensemble des joueurs récoltent de façon cumulative 273 milliards d'euros en effectuant des combos au bénéfice du Trésor public, en référence au budget total prévu par Jean-Luc Mélenchon une fois au pouvoir. Cette somme est atteinte au bout de quatre jours, et un nouvel objectif est alors débloqué, celui d'arriver au montant de la dette publique française, s'élevant à 2 170 milliards d'euros. Cet objectif est atteint le 20 avril 2017. Le slogan « Can't Stenchon the Mélenchon » est utilisé dans ce jeu.

#### Développement
Selon le co-administrateur du serveur Discord Insoumis et coordinateur du projet Fiscal Kombat, connu sous le pseudonyme Miidnight, le projet est né sur le forum 18-25 de Jeuxvideo.com et a pris forme en décembre 2016.
Le projet du jeu voit le jour une ou deux semaines plus tard, porté par deux amateurs, puis le jeu se professionnalise au fur et à mesure que Discord gagne en popularité. Finalement, « onze ou douze » personnes ont travaillé sur le jeu, en majorité des amateurs souvent étudiants. Il est annoncé dans les médias en mars 2017. Il tire son inspiration du jeu vidéo Mortal Kombat ainsi que du film Kung Fury. Dans une interview accordée au journal Hitek, les développeurs reviennent sur leur engagement avec La France insoumise et leurs intentions avec Fiscal Kombat.
Lors de sa campagne, Jean-Luc Mélenchon promeut le secteur du jeu vidéo et propose notamment de taxer les manettes de jeu pour financer le CNC,.

### Fiscal Kombat: European Edition
Fiscal Kombat: European Edition sort le 19 mai 2019, à l'occasion des élections européennes de 2019. Il est développé par Vyrrhus, DanLo'rwell et Wesson. Il s'agit du troisième jeu sorti durant la campagne, après Super Jam Bros de La République en marche (LREM) et Une ouvrière au Parlement européen du Parti communiste français.
Le joueur incarne la tête de liste insoumise Manon Aubry qui fait face à Nathalie Loiseau, tête de liste LREM, ou à Jean-Claude Juncker, président de la Commission européenne, des figures d'opposition qui remplacent celles de François Fillon, Jérôme Cahuzac ou Nicolas Sarkozy. Emmanuel Macron, désormais élu président, reste présent dans le jeu. Le système de jeu ne change pas et l'argent récolté sert à financer les réformes prônées par La France insoumise, comme la lutte contre l'évasion fiscale ou la planification écologique.
Fiscal Kombat: European Edition sort la même année sur Android. Cette version, réalisée par jmb à l'aide du moteur de jeu libre Godot, reprend le jeu web en y ajoutant une liste d'objectifs supplémentaires à réaliser.

## Système de jeu
Fiscal Kombat est un beat them all gratuit se jouant au clavier sur navigateur web. Il est décrit par Miidnight, l'un des concepteurs, comme un jeu de combat où l'« on secoue gentiment ».
Les mécaniques de jeu sont simples : le joueur déplace horizontalement le héros avec les flèches (← et →) dans une arène fermée représentant une rue en vue latérale en défilement parallaxe. Quand un ennemi est attrapé, le joueur doit le secouer avec la touche flèche vers le haut pour que l'argent qu'il porte sur lui tombe. Ensuite, il le jette dans les airs avec la touche flèche gauche ou flèche droite, libérant parfois un item (démultiplicateur, soin…). Le joueur effectue des combos tant qu'il ne se fait pas toucher par un ennemi.

## Critique
Pour Canard PC, « le jeu n'est pas terrible, tant au niveau du gameplay que du propos simpliste ». Le magazine ajoute que c'est la première fois en France qu'un jeu vidéo est utilisé comme « support de propagande lors d'une campagne électorale ».
Damien Greffet de JeuxActu s'interroge sur l'utilisation de ce jeu de communication à des fins de récupération politique. Hélène Sergent de 20 Minutes le qualifie de réussi sur la forme mais, sur le fond, estime que les nombreux messages politiques présents rappellent au joueur qu'il ne s'agit pas seulement d'un jeu vidéo. Julien Cadot de Numerama trouve le dispositif intéressant mais déplore un gameplay répétitif et peu amusant. Il reproche par ailleurs au jeu d'entretenir un flou idéologique en peinant à définir des cibles et en brouillant le discours.
Marine Le Pen est absente du premier opus car, selon les développeurs, elle ne représente pas l'oligarchie et leur graphiste a refusé de la représenter. Le développeur Miidnight, dans un droit de réponse à Julien Cadot, écarte l'idée d'une supposée bienveillance vis-à-vis de la candidate du Front national.

## Inspiration
En mai 2017, un jeu intitulé Corbyn Run est créé par des soutiens du Parti travailliste, à l'occasion des élections générales britanniques de 2017. Le producteur du jeu, James Moulding, indique s'être inspiré de Fiscal Kombat.
À l'occasion des élections européennes, Les Jeunes avec Macron (via la société de production allemande AdAsGame) sortent en mai 2019 un jeu vidéo intitulé Super Jam Bros, qui met en scène la tête de liste Nathalie Loiseau contre des larves et des frelons asiatiques,. Il est rapidement suivi par Une ouvrière au Parlement européen, qui promeut la seconde de la liste du Parti communiste français, Marie-Hélène Bourlard, dans des combats contre l'extrême droite, le patronat, les lobbys et les banques. Le rapprochement avec Fiscal Kombat est fait par plusieurs médias,,.

### Articles de presse
- « News : 1-soumis », Canard PC, no 359,‎ 1er mai 2017, p. 8
- Marc de Boni, « Fiscal Kombat : Mélenchon sort son jeu vidéo de campagne », Le Figaro (en ligne),‎ 7 avril 2017 (lire en ligne, consulté en avril 2017)
- Arnaud Focraud, « Dans le jeu vidéo Fiscal Kombat, Mélenchon demande à Fillon de « rendre l'argent » », Le Journal du dimanche (en ligne),‎ 8 avril 2017 (lire en ligne, consulté le 10 avril 2017)
- Guillaume Gendron, « La troll de guerre des bataillons « antisystème » », Libération (en ligne),‎ 20 mars 2017 (ISSN 0335-1793, lire en ligne)
- Corentin Lamy, « Fiscal Kombat, le jeu où Jean-Luc Mélenchon secoue Christine Lagarde et Emmanuel Macron », Le Monde (périodique),‎ 9 avril 2017 (lire en ligne, consulté le 9 avril 2017)
- Lexpress.fr, « Fiscal Kombat, le jeu vidéo anti-évasion fiscale de Mélenchon », L'Express (en ligne),‎ 8 avril 2017 (lire en ligne, consulté le 9 avril 2017)

### Webographie
- Julien Cadot, « Test de Fiscal Kombat : quand les sympathisants de Mélenchon secouent les règles du militantisme », sur www.numerama.com, Numerama, 10 avril 2017 (consulté le 10 avril 2017)
- Miidnight, « Droit de réponse à Numera au sujet de Fiscal Kombat | Tribune de la France Insoumise » [archive], sur tribune.insoumis.online, 2017 (consulté le 13 avril 2017)
- Damien Greffet, « Le jeu vidéo Fiscal Kombat de Jean-Luc Mélenchon : génie marketing ou récupération politique », sur www.jeuxactu.com, JeuxActu, 8 avril 2017 (consulté le 10 avril 2017)
- Claire Hazan, « Quand la politique se met au jeu vidéo (et inversement) », sur www.europe1.fr, Europe 1, 11 mars 2017 (consulté le 9 avril 2017)
- Justin, « Fiscal Kombat : entretien avec les créateurs à l’origine du jeu avec Jean-Luc Mélenchon », sur hitek.fr, 12 avril 2017 (consulté le 13 avril 2017)
- Hélène Sergent, « « 20 Minutes » a testé « Fiscal Kombat », nouvel atout geek de Jean-Luc Mélenchon », sur www.20minutes.fr, 20 Minutes, 8 avril 2017 (consulté le 10 avril 2017)
- (en) Jim Waterson, « There's Now A Jeremy Corbyn Computer Game », sur www.buzzfeed.com, BuzzFeed, 29 mai 2017 (consulté le 29 mai 2017)